# Moussoulens
Moussoulens település Franciaországban, Aude megyében. Lakosainak száma 988 fő (2022. január 1.). Moussoulens Alzonne, Aragon, Montolieu, Pezens, Sainte-Eulalie és Ventenac-Cabardès községekkel határos.

## Népesség
A település népessége az elmúlt években az alábbi módon változott:
| Lakosok száma | 519  | 546  | 613  | 843  | 994  | 1013 | 1018 | 1005 | 1003 | 988  |
|               | 1968 | 1982 | 1990 | 2006 | 2013 | 2015 | 2017 | 2019 | 2020 | 2022 |